# Brovarský rajón
Brovarský rajón (ukrajinsky Броварський район, Brovarskyj rajon) je okres (rajón) v Kyjevské oblasti na Ukrajině. Hlavním městem je Brovary a rajón má 242 064 obyvatel.

## Geografie
Brovarský rajón se nachází na východě Kyjevské oblasti, kde na severu a východu hraničí s Čerkaskou oblastí, na západě s Vyšhorodským rajónem a Kyjevem a na jihu s Boryspilským rajónem

## Historie
Brovarský rajón vznikl po administrativně-teritoriální reformě v červenci 2020 seskupením bývalých rajónů Brovarského, Baryšivského a Zhurivského.